# Phanerotoma baltica
Phanerotoma baltica är en stekelart som beskrevs av Charles Thomas Brues 1933. Phanerotoma baltica ingår i släktet Phanerotoma och familjen bracksteklar. Inga underarter finns listade i Catalogue of Life.